# Milton (häst)
Milton (född som Marius Silver Jubilee), född 16 februari 1977, död 4 juli 1999, var en brittisk hopphäst. Tillsammans med sin ryttare John Whitaker vann han bland annat världscupen i hoppning två gånger och över 17 miljoner kronor i prispengar.

## Historia
Marius Silver Jubilee föddes 1977. Han var efter Marius och undan Aston Answer. Han födelsenamn var Marius Silver Jubilee, men när han köptes samma år av Caroline Bradley bytte hon hans namn till Milton. Han reds in av Bradley som trodde mycket på honom. Bradley avled 37 år gammal och därefter hamnade Milton hos John Whitaker som var en ryttare som Bradley hade beundrat mycket. Det var med John Whitaker som Milton blev känd för sina många vinster i hästhoppning och Milton fick sitt sponsornamn Next Milton. När Whitaker bytte sponsor fick Milton sponsornamnet Everest Milton. Milton kallades för Sagohästen och blev något av en legend inom hästvärlden med över 17 miljoner kronor i vinstpengar. Han var den första hästen utanför galoppsporten att vinna så mycket pengar. Milton avslutade nästan varje runda med ett glädjeskutt rakt upp i luften. 
Milton var skinande vit och hade mycket stor hoppkapacitet. Han var 168 cm i mankhöjd och tillhörde hästrasen Holländskt varmblod även om hans mamma var av engelsk härkomst. Milton var kastrerad och kunde därför aldrig användas i avel. Whitaker säger ofta: "En sådan häst har man bara en gång i livet".
Miltons karriär började 1985 och 1994 pensionerades han. Men innan dess hann han med en uppvisning i Göteborg Horse Show i Göteborg. Där bjöd han på en dans med stegringar och glädjeskutt och när han lämnade arenan skakade hela Scandinavium av alla applåder och Milton lämnade banan med en gråtande Whitaker på ryggen. Väl hemma fick han gå och beta i hagen. Milton dog 22 år gammal den 14 juli 1999 i sin hage. Han begravdes på Whitakers farm i Yorkshire.

## Bedrifter
- Vinnare i Du Maurier Limited International 1986
- Individuell silvermedalj och lag-guldmedalj i EM 1987 i St Gallen.
- Femte plats i FEI Världscupen i Paris 1987.
- Åttonde plats i FEI Världscupen 1988 i Göteborg.
- Guld både individuellt och i lag i EM 1989 i Rotterdam.
- Vinner FEI Världscupen 1990 i Dortmund.
- Individuell silvermedalj och lag-bronsmedalj 1990 på World Equestrian Games i Stockholm
- Vinner FEI Världscupen 1991, för andra gången, som hålls i Göteborg.
- Femte plats i EM 1991 i La Baule.
- Vann över 17 miljoner kronor i vinstpengar.
- Ställde upp i Globen Horse Show som sista uppvisning före pensioneringen.

## Källhänvisningar
1. ↑  Glueckstein, Fred (2012-07-31): "Milton (1977-99): The Story of the Legendary European Show Jumper". Arkiverad 6 september 2014 hämtat från the Wayback Machine. Phelpssports.com. Läst 13 augusti 2014. (engelska)
2. ↑  Sandblom, Tobias (1999-07-07): "Sagohästen Milton dog igår". Aftonbladet.se. Läst 13 augusti 2014.